# Mosaico de los trabajos de Hércules
El mosaico de los trabajos de Hércules fue descubierto en la localidad de Liria (Valencia) en el año 1917, concretamente en el paraje llamado La Bombilla en el Pla dels Arens. Está fechado en el primer tercio del siglo III. Mide 4,5 metros de longitud por 5,5 metros de anchura. El mosaico forma parte de la colección estable del Museo Arqueológico Nacional con el número de inventario 38315BIS.

## Historia
El mosaico romano tiene una iconografía donde se recoge los doce trabajos que Euristeo, rey de Tirinto, encomienda al héroe de la mitología griega Heracles (romanizado como Hércules), hijo del dios Zeus y de la mortal Alcmena, esposa de Anfitrión. El mosaico se conservó en el mismo lugar de su descubrimiento hasta el año 1941, que fue comprado por el Museo Arqueológico de España.

## Descripción
Algo más de la mitad inferior del mosaico está dedicada a la narración de los trabajos, mientras que la mitad superior se decora con una combinación geométrica a base de triángulos negros y blancos realizado con la técnica del opus tessellatum. El conjunto va en marcado por una cenefa vegetal.
La zona que concentra la iconografía se compartimenta en doce cuadros que rodean el emblema central, en el que se representa el héroe junto a Ónfale, reina de Lidia, de la que fue esclavo. En esta escena se puede apreciar, como ya es habitual en la iconografía helenística sobre estos personajes, el cambio de las vestiduras, Hércules se muestra con traje y haciendo trabajos de mujer y Onfalia con la piel del león.
Los trabajos que se narran en los cuadros que circundan la escena central son (comenzando por el cuadro superior izquierdo y en sentido de las agujas del reloj):
- Robo del cinturón de Hipólita (noveno trabajo) 0,82 x 0,605 metros
- Captura del jabalí de Erimanto (cuarto trabajo) 0,765 x 0,610 metros
- Captura del can Cerbero (duodécimo trabajo) 0,835 x 0,615 metros
- Limpieza de los establos de Augías (quinto trabajo) 0,80 x 0,61 metros
- Muerte de Gerión (décimo trabajo) 0,80 x 0,59 metros
- Captura de las yeguas de Diomedes (octavo trabajo) 0,81 x 0,585 metros
- Robo de las manzanas del jardín de las Hespérides (undécimo trabajo) 0,80 x 0,69 metros
- Captura del toro de Creta (séptimo trabajo) 0,77 x 0,685 metros
- Muerte de la hidra de Lerna (segundo trabajo) 0,73 x 0,67 metros
- Estrangulamiento del león de Nemea (primer trabajo) 0,82 x 0,66 metros
- Muerte de los pájaros del Estínfalo (sexto trabajo) 0,82 x 0,61 metros
- Captura de la cierva de Cerinea (tercer trabajo) 0,81 x 0,59 metros

## Réplica
En 2017, durante la celebración de los 100 años de su descubrimiento y ante la imposibilidad de lograr la cesión de la obra, el ayuntamiento de Llíria anunció que ubicaría una recreación del monumento en el mismo sitio donde fue descubierta. Finalmente, en junio de 2021, se instaló la réplica en su luga original (Ca Porcar) tras haber llevado a cabo la excavación arqueológica del lugar de la implantación del nuevo mosaico. El pintor y escultor, Rodolfo Navarro, fue el encargado de confeccionar la obra empleando las mismas técnicas constructivas de los romanos hace 2.000 años. La obra, de 25 metros cuadrados de superficie, es la mayor reproducción de estas características realizada en España.

## Galería

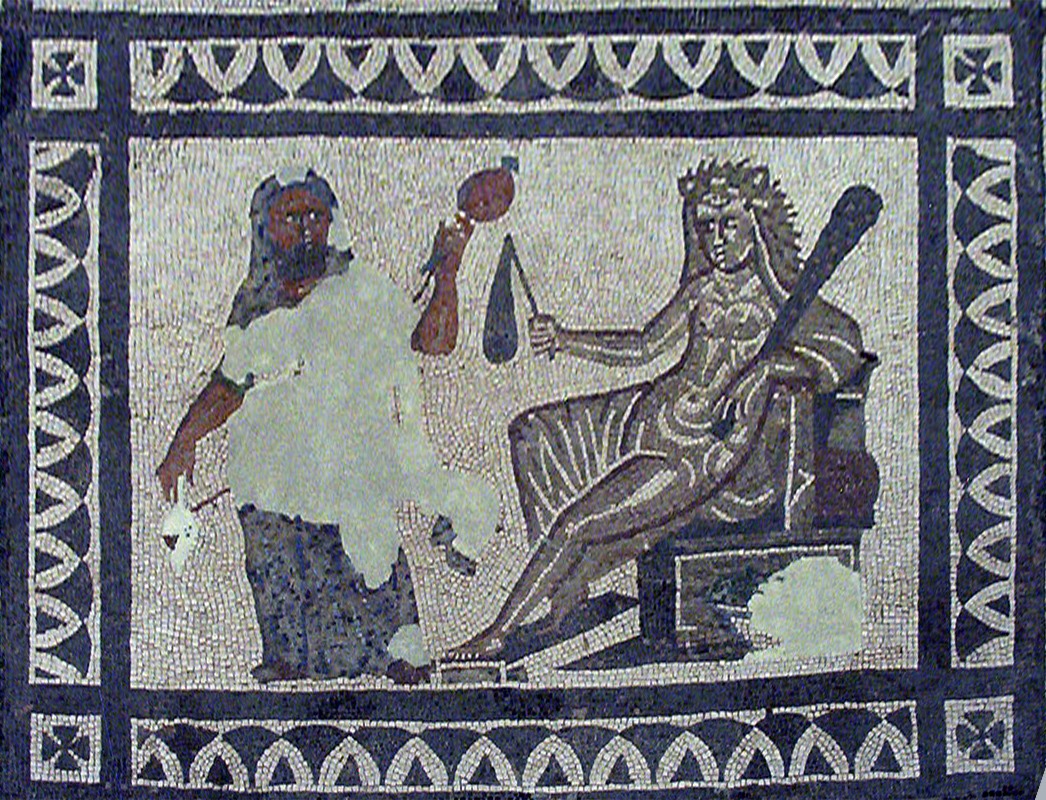
Parte central Hércules y Ónfale, reina de Lidia
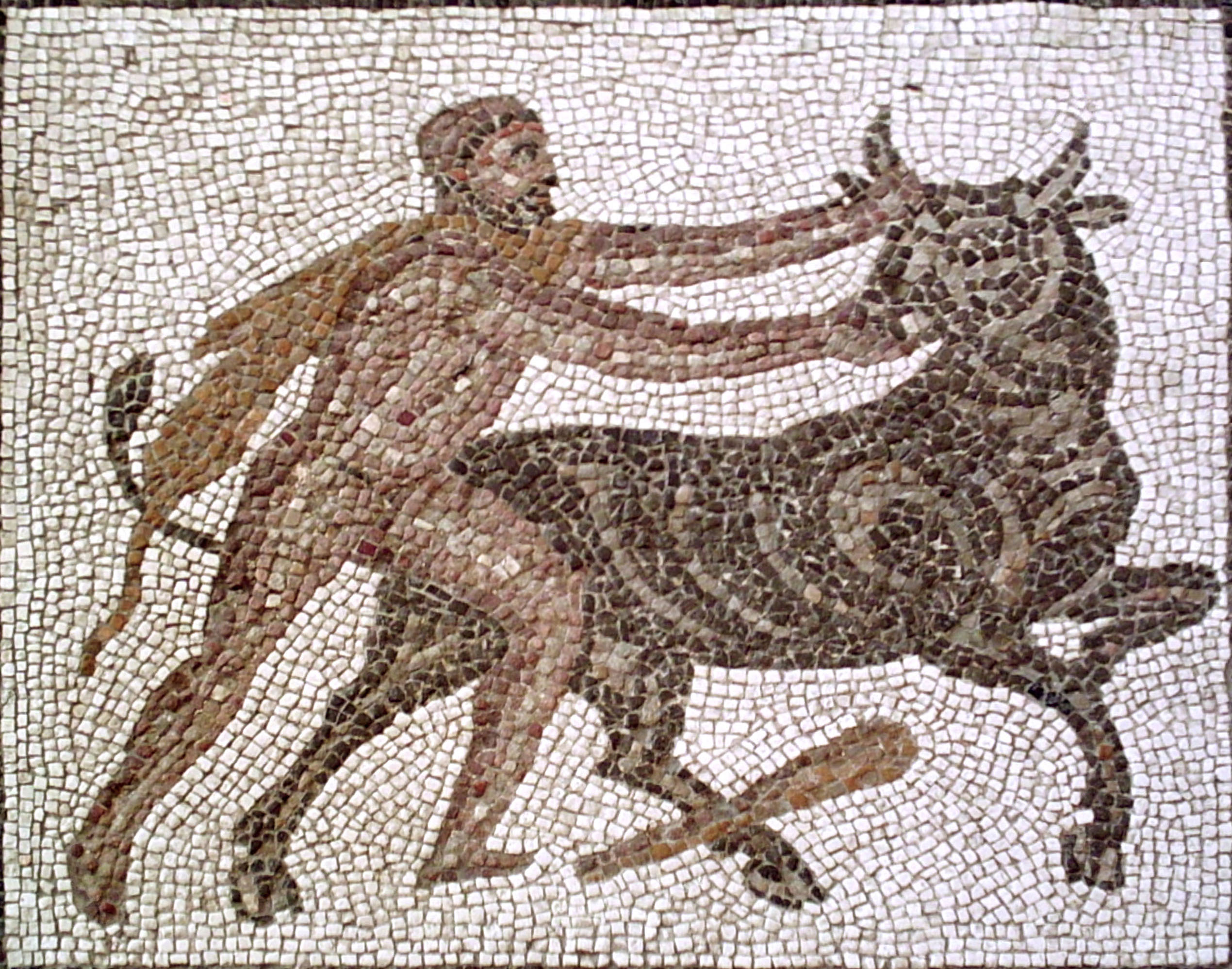
Toro de Creta
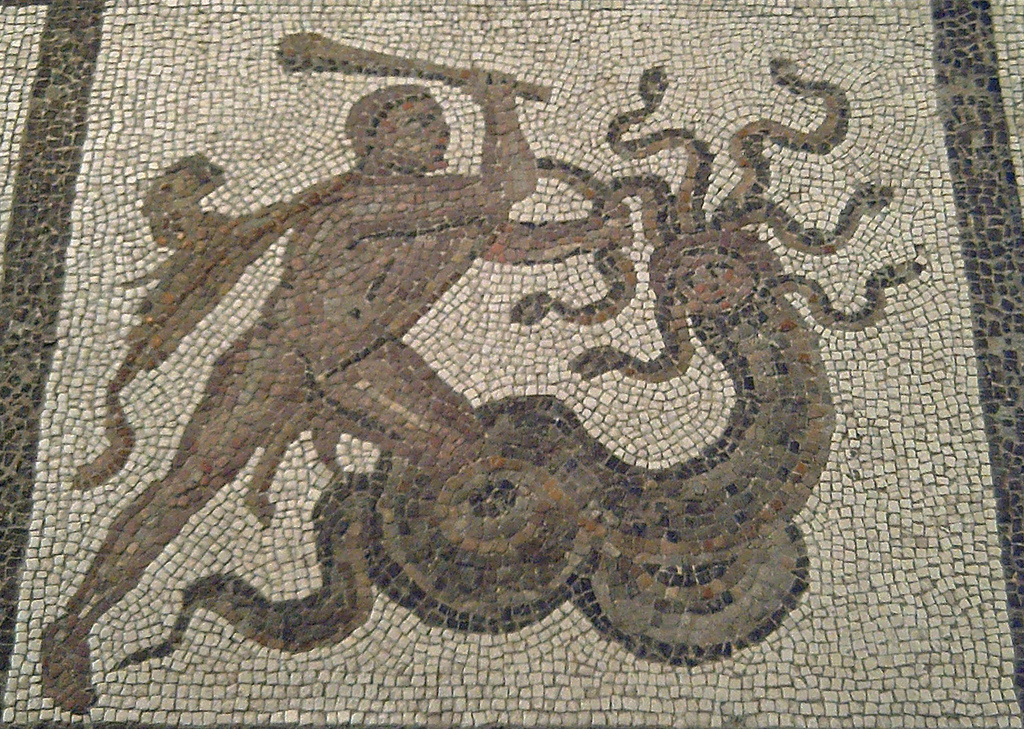
Hidra de Lerna
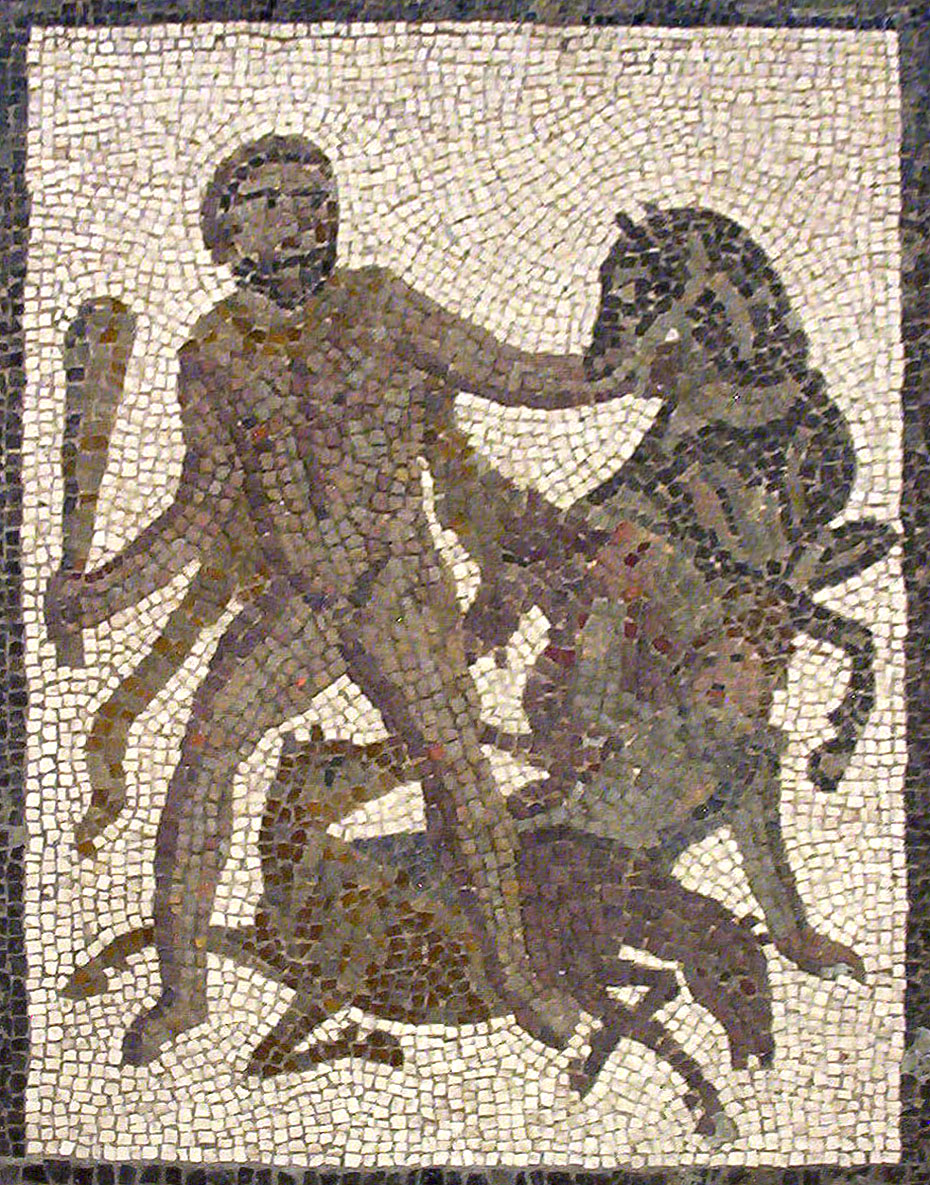
Yeguas de Diomedes